# Peribán
Peribán är en kommun i Mexiko.   Den ligger i delstaten Michoacán de Ocampo, i den södra delen av landet, 300 km väster om huvudstaden Mexico City.
Följande samhällen finns i Peribán:
- Peribán de Ramos
- San Francisco Peribán
- Gildardo Magaña
- Huatarillo
- San José Apupátaro
- La Cofradía
- El Pedregal
- Chuanito
- Parambén
- San José la Coyotera
- Los Pastores
- Las Tinajas
- Paso de la Nieve
- La Fábrica
- El Capillo